# O Livro Negro do Comunismo
O Livro Negro do Comunismo: Crimes, Terror, Repressão (em francês, Le Livre noir du communisme: Crimes, terreur, répression) é uma obra anticomunista coletiva de professores e pesquisadores universitários europeus. Foi editado e prefaciado por Stéphane Courtois, diretor de pesquisas do Centre national de la recherche scientifique (CNRS), em colaboração com Nicolas Werth, Jean-Louis Panné, Andrzej Paczkowski, Karel Bartošek e Jean-Louis Margolin. Originalmente publicada na França pela editora Robert Laffont, a obra foi lançada por ocasião dos 80 anos da Revolução Russa e se propõe a realizar um inventário da repressão política, execuções extra-judiciais, deportações, crimes de guerra e abusos de direitos humanos alegadamente perpetrados por regimes comunistas. As edições lusófonas foram lançadas pela editora Bertrand no Brasil e pela Quetzal Editores em Portugal.
O Livro Negro do Comunismo se tornou um best-seller, vendendo mais de um milhão de exemplares em todo o mundo e sendo traduzido para 26 idiomas. Malgrado seu sucesso comercial, a obra é bastante controversa. O livro recebeu elogios de muitos articulistas liberais e conservadores em periódicos dos Estados Unidos, do Reino Unido e da Europa Oriental, sendo também adotado sem reservas por políticos e ideólogos ligados à extrema-direita ou à Nova Direita. Por outro lado, o livro também foi bastante criticado por diversos acadêmicos e intelectuais, marxistas ou não, que o acusaram de divulgar dados incorretos, inflacionar números, distorcer e manipular narrativas e banalizar a tragédia do Holocausto. Entre os críticos estão dois dos co-autores da obra, Jean-Louis Margolin e Nicolas Werth, que afirmam que o editor Stéphane Courtois inventou e deliberadamente manipulou informações.
A denominação "livro negro" foi escolhida em referência à obra anti-fascista O Livro Negro, um registro documental das atrocidades nazistas, publicado pelos judeus soviéticos Ilya Ehrenburg e Vasily Grossman em 1946. A publicação do Livro Negro do Comunismo ensejou a publicação, alguns anos depois, de O Livro Negro do Capitalismo, que, igualmente, se propõe a realizar um balanço das vítimas desse sistema econômico e apontar as contradições no discurso anticomunista em relação ao cotidiano capitalista.

## Os autores
O livro, editado por Stéphane Courtois, tem como autores os seguintes académicos e especialistas europeus:
- Stéphane Courtois, diretor de pesquisas no Centre National de la Recherche Scientifique (CNRS).
- Nicolas Werth, pesquisador do Institut d'Histoire du Temps Présent (IHTP) em Paris.[13]
- Jean-Lous Panné, especialista em movimento comunista internacional.
- Andrzej Paczkowski, director do Instituto de Estudos Políticos da Academia Polaca das Ciências e um membro da comissão arquivadora do Ministério Polaco dos Assuntos Internos.
- Karel Bartošek (1930-2004), historiador checo e investigador no IHTP.
- Jean-Lous Margolin, pesquisador da Universidade da Provença e do Instituto de Investigação do Sudeste Asiático.
- Sylvain Boulougue, pesquisador associado do GEODE, Universidade de Paris X.
- Pascal Fontaine, jornalista, especialista em América Latina.
- Rémi Kauffer, especialista em história dos serviços secretos, terrorismo e operações clandestinas.
- Pierre Rigoulet, pesquisador do Instituto de História Social.
- Yves Santamaria, historiador.

## Controvérsia
Dois dos autores, Nicholas Werth e Jean-Louis Margolin, desencadearam um debate na França quando publicamente se dissociaram das declarações de Curtois na introdução acerca da escala de violências tachadas a regime "ditos" comunistas. Achavam que este estava "obcecado" com chegar a um total de 100 milhões de vítimas. Em vez disso estimavam que o comunismo fizera entre 65 e 93 milhões de mortos.
Werth, um bem considerado especialista francês acerca da União Soviética, disse que apesar de tudo existia uma diferença qualitativa entre o nazismo e o comunismo. Disse ao Le Monde que "Não existiam campos de extermínio na União Soviética".

## Recepção

### Apoio
O livro negro do comunismo recebeu louvores dos meios de comunicação norte-americanos e britânicos, incluindo o Times Literary Supplement, New York Times Book Review, Library Journal, Kirkus Reviews, The New Republic, The National Review e The Weekly Standard.
O historiador Tony Judt, analisando o livro para o The New York Times:

Um compêndio de 800 páginas dos crimes dos regimes comunistas por todo o mundo, recolhidos e analisados em grande detalhe por uma equipa de especialistas. Os factos e os dados, alguns deles bem conhecidos, outros confirmados há pouco em até agora inacessíveis artigos, são irrefutáveis. O mito dos fundadores bem intencionados - o bom czar Lenine e os seus perversos herdeiros - foi apagado de vez. Ninguém poderá mais clamar ignorância ou incerteza acerca da natureza criminosa do comunismo, e aqueles que começaram a esquecer serão forçados a relembrar de novo.
Anne Applebaum, autora de "Gulag: Uma História":
Uma história séria dos crimes comunistas na União Soviética, Europa Oriental e Ocidental, China, Coreia do Norte, Camboja, Vietname, África e América Latina… 'O livro negro' de facto ultrapassa muitos dos seus predecessores em relatar a grande escala da tragédia comunista devido ao uso extensivo por parte dos autores dos recentemente abertos arquivos da União Soviética e da Europa Oriental.
Martin Malia, professor de história na Universidade da Califórnia, Berkeley, escrevendo para o suplemento literário do Times:
A publicação sensação em França neste inverno (1999) foi um austero tomo volume académico, 'Le Livre Noir du Communisme', detalhando os crimes do comunismo desde a Rússia, em 1917, ao Afeganistão, em 1989… 'O livro negro do comunismo' faz um balanço do nosso presente conhecimento acerca dos custos humanos do comunismo, baseado em arquivos quando possível, e quando não baseado nas melhores fontes secundária e com referência às dificuldades de qualificação. No entanto, apesar de austero, o seu impacto cumulativo é enorme. Ao mesmo tempo o livro dá uma série de importantes pontos analíticos.

### Críticas

#### Debate sobre o número de vítimas
Não há consenso entre os historiadores sobre o número de vítmas da repressão nos países do bloco socialista. Alguns põem o número de vítimas muito mais alto do que no Livro negro, mas outros dizem que o número é mais baixo. Por exemplo, as estimativas para o regime de Estaline na União Soviética vão entre os 20 e os 60 milhões, e os de Mao Tsé Tung na China entre os 19,5 e os 75 milhões. Os autores do Livro negro defendem as suas estimativas para a União Soviética (20 milhões) e para a Europa de Leste (1 milhão) dizendo que usaram fontes que não estavam disponíveis a investigadores anteriores (os arquivos mencionados anteriormente). Ao mesmo tempo, os autores reconhecem que as estimativas para a China e outros países ainda governadas por partidos comunistas são incertas, uma vez que os seus arquivos ainda estão fechados. Nos anos recentes alguns autores publicaram estimativas progressivamente maiores das mortes provocadas por regimes comunistas; assim, livros recentes como Mao: A história desconhecida e Um século de violência na Rússia Soviética defenderam números de mortos mais elevados para a China e a Rússia respectivamente. Esses números excessivamente altos não batem com o crescimento populacional soviético, que de 148 milhões de pessoas em 1926 passou para 196 milhões em 1941.
Outros pesquisadores criticam as estimativas excessivamente altas e desprovidas de fundamento empírico-documental, e estabeleceram números muito menores por meio de pesquisas em casos específicos. Para a ditadura stalinista, por exemplo, a análise estatística dos arquivos do aparelho repressivo soviético revelam 3 milhões de vítimas letais da repressão, tanto política quanto criminal: 800 mil execuções, 1,7 milhões de mortos dentro das prisões e campos de trabalho, e 350 mil mortos nos conflitos no campo durante a coletivização forçada da agricultura.
Outro professor da Universidade da Califórnia, Mark Tauger, também discorda com a tese do autor de que a morte de um camponês da Ucrânia "vale a morte de uma criança no Gueto de Varsóvia". Não interpreta o Holodomor como uma fome intencional e como genocídio.

#### O argumento de que os regimes políticos descritos não eram comunistas
Críticos do Livro negro alegaram que este usa o termo comunista para se referir a uma vasta variedade de sistemas e que "arbitrariamente atira fenómenos históricos completamente diferentes como a guerra civil de 1918-21, a colectivização forçada e o Grande Terror na União Soviética, o domínio de Mao na China e de Pol Pot no Camboja, o governo militar na Etiópia tal como diversos movimentos políticos da América Latina, desde a frente sandinista na Nicarágua ao Sendero Luminoso no Peru." Não discutindo a natureza comunista ou não dos países referenciados, o jornal francês Le Monde diplomatique argumentou que a história local e as tradições desempenharam um papel ao menos tão importante quanto o do comunismo em cada caso.
Em carta de Engels à Eduard Bernstein Karl Marx teria dito a Lafarge: "Se algo é certo, é que eu próprio não sou um marxista". Isso sendo dito como crítica a peculiaridade distorcida do marxismo francês à época, não uma autocrítica de arrependimento, mas um aviso contra distorções.

#### O argumento de que o livro é parcial
Outra crítica ao livro é que discute apenas os estados comunistas, sem fazer comparações com os estados capitalistas. Alguns críticos, como em O Livro Negro do Capitalismo, argumentaram que, se fossem aplicados os padrões do Livro negro ao capitalismo, este poderia ser responsabilizado por tantas mortes como os países comunistas. Entre os alegados crimes do capitalismo estão as mortes resultantes do colonialismo e do imperialismo, repressão das classes trabalhadoras e de sindicatos nos séculos XIX e XX, dictaduras pró-ocidentais durante a guerra fria e o rápido regresso ao capitalismo em estados anteriormente comunistas após 1990. O Le Monde Diplomatique nota que o Livro Negro incrimina o lado comunista em numerosas guerras e revoluções sem mencionar as mortes e outros crimes cometidos pelo lado anticomunista ao mesmo tempo.